# 拉尔斯-约兰·卡尔松
拉尔斯-约兰·卡尔松（瑞典語：Lars-Göran Carlsson，1949年7月24日—2020年7月27日），瑞典男子射击运动员。他曾代表瑞典参加1980年夏季奥林匹克运动会射击比赛，获得定向飞靶银牌。